# توفیق جمیل
توفیق جمیل (انگلیسی: Taoufik Djemail؛ زادهٔ ۳۰ مهٔ ۱۹۴۸) بازیکن هندبال اهل تونس بود.